# Bussesundet
Bussesundet – cieśnina na Morzu Barentsa oddzielająca wyspę Vardøya od półwyspu Varanger.

## Nazwa
Nazwa cieśniny pochodzi prawdopodobnie od staronordyckiego słowa busse, które można przetłumaczyć jako duży, szeroki statek handlowy.

## Charakterystyka
- długość: ok. 6 km
- szerokość: od ok. 1,3 km do ok. 2,5 km
- głębokość: od ok. 5 m do ok. 40 m[1]

W cieśninie znajdują się wyspy Tjuvholmen oraz Holmskæret, na których mieszczą się siedliska ptaków.

## Infrastruktura i transport
W Svartnes działa lokalny port. 
Pod cieśniną przebiega Tunel Vardø o długości 2892 m, który stanowi połączenie drogowe pomiędzy wyspą a stałym lądem.